# Place Marielle-de-Sarnez
La place Marielle-de-Sarnez est une voie située dans le 14e arrondissement de Paris.

## Origine du nom
Depuis le 25 mars 2025, elle porte le nom de Marielle de Sarnez, femme politique française (1951-2021),.